# Pampa del Indio
Pampa del Indio es una localidad argentina, situada en el extremo norte del departamento Libertador General San Martín, en la provincia del Chaco. Conocida como la Capital de la Hortaliza, es la segunda ciudad más poblada del departamento.

## Historia
En sus orígenes, Pampa del Indio fue conocida como "Los Pozos" hasta 1923, cuando el sargento de Gendarmería Quiterino Alsina utilizó el nombre actual en sus partes a sus superiores, en alusión a las extensas pampas y a los nativos de la zona. Posteriormente, la directora Carmen Sixta Méndez de Alemani formalizó el uso del nombre para la Escuela Primaria N.° 94, ubicada en el Pueblo Viejo, cuando solicitó a sus superiores la autorización correspondiente para utilizar este nombre como encabezamiento de la documentación escolar. (Archivo Escuela N.° 94).):
Desde 1912, las familias que poblaron esta extensa región lo hicieron en puntos alejados entre sí, aproximadamente a 5 km. El primer grupo de vecinos se ubicó en el Pueblo Viejo, cerca de la Escuela N.º 94, donde había un almacén, (Pablo Kairu, Ana Naumennzukoz), hospedaje (Antonia  Leguizamón  de Fernández), botiquín (Sr. Ramón Domínguez) y destacamento policial. 
En 1949 se realiza el primer trazado en el lote N.° 30 y, en 1951, la Sociedad Río Teuco constituida por lo Señores Pezzano, Alberti, Castelán y Fernández, adquieren la chacra N.° 32 del Señor Briz Beduino, mensurada en 1951/56 consistente en 100 hectáreas, adquiriendo una parte la Orlando Pratti instalando una moderna desmotadora de algodón, al frente de esta se encontraba el Sr. Adolfo Martina.
Con la instalación de esta importante empresa, hubo que disponer el espacio de una manera lógica, ordenada y con ello comenzó el segundo trazo del pueblo que sería el Pueblo Nuevo.

## Parque provincial Pampa del Indio
Esta reserva de Biósfera puede accederse desde Pampa del Indio, a 20 km. Cuenta con una extensión de 8366 ha, abarcando esteros, cañadas, selva en galería, lagunas y palmeras caranday. Entre sus especies autóctonas de flora y de fauna, destacan diversas aves, reptiles, insectos. Las construcciones de termitas tacurúes en la zona alcanzan entre 3 a 7 dm de alto y 4 dm de diámetro.

### Vías de comunicación
La principal vía de acceso es la Ruta Provincial 3, que la comunica por pavimento al sudeste con Presidencia Roca y la Ruta Provincial 90, y al noroeste por camino de tierra con Fortín Lavalle y la Provincia de Salta. Otra ruta importante es la Ruta Provincial 4, que la comunica al sur con Quitilipi. La ruta 4 tiene un tramo pavimentado desde Quitilipi hasta Pampa del indio, gracias a la finalización de la obra de pavimentación.

## Turismo rural Pampa del Indio
Pampa del Indio ofrece oportunidades de turismo rural, donde los visitantes pueden explorar establecimientos agrícolas y participar en actividades tradicionales, como arreos de animales, trabajos de corral (yerras) y jornadas en el campo junto a la población local.

## Pueblo originario Toba
La comunidad toba, asentada en Pampa del Indio, es parte de la "Unión de Pequeños Productores Chaqueños".Estos continúan con las prácticas tradicionales de caza, recolección, pesca y agricultura (algodón, maíz, mandioca, porotos), cultivan la tierra, son peones de temporada en los algodonales, obrajes, aserraderos, hornos de ladrillos y carbón, y también hay empleados municipales.
Mantienen las artesanías tradicionales de cerámica, tallado, cestería, tejidos; magra fuente de ingresos. En Quitilipi se realiza anualmente la "Feria de Artesanía Originaria".Los hombres y mujeres que cruzaban estas tierras eran de raza TOBA, pertenecientes a un gran grupo de pueblos indígenas denominados guaycurúes. Los mayores cuentan que el más numeroso se establecía a la margen izquierda del río Bermejo (Formosa), otros, les sirvió de recurso un reducto llamado El Caracol (Chaco), rodeado de fuerte montes, lo que constituyó una fortaleza en la época, en la que comenzó el enfrentamiento con el ejército y un peligro acercarse a esos luga-res, para los soldados de línea, (lugar a 20 km de Pampa del Indio). Los tobas eran un grupo nómade, que como tal vivían de la  caza, la pesca y la recolección de frutos ( CHACU ) o conse-cuentemente en sus instintos primitivos al hurto, sobre entendiéndose que lo hacían apremiados por el hambre; mantenían así en continuas expectativas y muchas veces amedrentados a quienes poco a poco iban ocupando sus hábitats natural.
Su primer contacto con los criollos en forma pacífica lo realiza el cacique Juan Tomás Mayordomo acompañado de su tribu. El encuentro se realiza en el domicilio del señor Jorge Cóceres en el año 1914. El Sr. Mayordomo, más adelante fue el primer aborigen colono. En 1922, se propagó una peste de viruela negra que hizo estragos entre esta comunidad, víctima de este mal fue el mismo Mayordomo. El pueblo Toba desarrolló literatura oral, en forma de leyendas, cantos, tradiciones y cuentos. Los caciques fueron Mayordomo, Taigoyic, Pedro Martínez, Hilario Tomás y Maciel Medina. El primer diputado provincial aborigen fue Nieves Ramírez oriundo de Pampa del Indio y el primer concejal el Sr. Canuto Ramírez, hermano de Nieves.
Actualmente se dedican a la agricultura, ganadería, artesanías, ladrillerías, etc.
Maciel Medina no fue cacique por línea de sangre sino por la elección de una parcialidad menor.

## Zona Sanitaria
- Hospital Dr. D. Tardelli
- Nivel de complejidad: III

## Población
Su población era de 5,674 habitantes (Indec, 2001), lo que representa un crecimiento del 80,2% frente a los 3,149 habitantes (Indec, 1991) del censo anterior. En el municipio el total ascendía a los 11,558 habitantes (Indec, 2001).

## Parroquias de la Iglesia católica en Pampa del Indio
| Arquidiócesis | Resistencia         |
| ------------- | ------------------- |
| Parroquia     | San Miguel Arcángel |